# Bergtjärnen (Hammerdals socken, Jämtland, 705765-149161)
Bergtjärnen är en sjö i Strömsunds kommun i Jämtland och ingår i Indalsälvens huvudavrinningsområde.